# Cold Spring Harbor
Cold Spring Harbor és una concentració de població designada pel cens dels Estats Units a l'estat de Nova York. Segons el cens del 2000 tenia 4.975 habitants.

## Demografia
Segons el cens del 2000, Cold Spring Harbor tenia 4.975 habitants, 1.753 habitatges, i 1.416 famílies. La densitat de població era de 516,4 habitants per km².
Dels 1.753 habitatges en un 38,8% hi vivien nens de menys de 18 anys, en un 71,8% hi vivien parelles casades, en un 7,1% dones solteres, i en un 19,2% no eren unitats familiars. En el 14,9% dels habitatges hi vivien persones soles el 5,8% de les quals corresponia a persones de 65 anys o més que vivien soles. El nombre mitjà de persones vivint en cada habitatge era de 2,84 i el nombre mitjà de persones que vivien en cada família era de 3,15.
Per edats la població es repartia de la següent manera: un 26,7% tenia menys de 18 anys, un 4,2% entre 18 i 24, un 28,9% entre 25 i 44, un 26,9% de 45 a 60 i un 13,4% 65 anys o més.
L'edat mediana era de 40 anys. Per cada 100 dones de 18 o més anys hi havia 92,1 homes.
La renda mediana per habitatge era de 101.122 $ i la renda mediana per família de 112.441 $. Els homes tenien una renda mediana de 78.984 $ mentre que les dones 44.464 $. La renda per capita de la població era de 52.403 $. Entorn de l'1,3% de les famílies i el 2,2% de la població estaven per davall del llindar de pobresa.